# Olympische Sommerspiele 1896/Gewichtheben
Bei den I. Olympischen Spielen 1896 in Athen fanden zwei Wettbewerbe im Gewichtheben statt. Austragungsort war das Panathinaiko-Stadion.

## Bilanz

### Medaillenspiegel
| Platz | Land           | Silber | Bronze | Dritter | Gesamt |
| ----- | -------------- | ------ | ------ | ------- | ------ |
| 1     | Dänemark       | 1      | 1      | –       | 2      |
| 2     | Großbritannien | 1      | 1      | –       | 2      |
| 3     | Griechenland   | –      | –      | 2       | 2      |

### Medaillengewinner
| Konkurrenz | Silber            | Bronze            | Dritter                 |
| ---------- | ----------------- | ----------------- | ----------------------- |
| Einarmig   | Launceston Elliot | Viggo Jensen      | Alexandros Nikolopoulos |
| Beidarmig  | Viggo Jensen      | Launceston Elliot | Sotirios Versis         |

## Ergebnisse

### Einarmig
| Platz | Land | Sportler                | Gewicht (kg) |
| ----- | ---- | ----------------------- | ------------ |
| 1     | GBR  | Launceston Elliot       | 71,0         |
| 2     | DEN  | Viggo Jensen            | 57,0         |
| 3     | GRE  | Alexandros Nikolopoulos | 57,0         |
| 4     | GRE  | Sotirios Versis         | 40,0         |

### Beidarmig
| Platz | Land | Sportler            | Gewicht (kg) |
| ----- | ---- | ------------------- | ------------ |
| 1     | DEN  | Viggo Jensen        | 111,5        |
| 2     | GBR  | Launceston Elliot   | 111,5        |
| 3     | GRE  | Sotirios Versis     | 090,0        |
| 4     | GER  | Carl Schuhmann      | 090,0        |
| 4     | GRE  | Giorgos Papasideris | 090,0        |
| 6     | HUN  | Momcsilló Tapavicza | 080,0        |

Viggo Jensen wurde zum Olympiasieger erklärt, da er bei gleicher Leistung wie Launceston Elliot einen „besseren“ Stil hatte. Elliot machte einen Ausfallschritt nach vorn.